# Queenmaker
Queenmaker är en sydkoreansk dramaserie från 2023 vars första säsong består av 12 avsnitt och hade premiär på Netflix den 14 april 2023. Serien är regisserad av Oh Jin-seok och i huvudrollerna ses Kim Hee-ae, Moon So-ri, and Ryu Soo-young.

## Handling
Serien kretsar kring Hwang Do-hee som tidigare var en lysande företagsstrateg och hur han hjälper Oh Seung-sook, en jurist som kämpar för mänskliga rättigheter, i kampen om att bli borgmästare i Seoul.

## Roller i urval
| Kim Hee-ae    | – Hwang Do-hee  |
| Moon So-ri    | – Oh Seung-sook |
| Ryu Soo-young | – Baek Jae-min  |